# Edificio Banco Comafi
El Edificio Banco Comafi se encuentra en la Diagonal Norte de Buenos Aires. Fue construido a fines de la década de 1920 con el nombre de Palacio Italia América, para dicha compañía naviera, con un estilo neogótico veneciano.
Luego de las demoliciones realizadas para abrir la avenida diagonal, a partir del año 1914, los bancos y compañías que operaban en Buenos Aires comenzaron a ocupar la nueva arteria, construyendo sus edificios que debían respetar una altura reglamentaria y una organización de fachada determinada y homogénea. La manzana triangular que quedó marcada por las calles Bartolomé Mitre, Maipú y la Diagonal Norte fue comprada por la Compañía de Navegación Italia-América, que encargó al arquitecto italiano Francesco Gianotti el diseño de su nueva sede. 
Gianotti había proyectado la Galería Güemes y la Confitería del Molino, y era innovador en el uso del hormigón armado, y un maestro del art nouveau en la década de 1910, pero para la Compañía Italia-América, siguió un estilo mucho más conservador, tomando la arquitectura gótica de Venecia y citando sus elementos para este edificio. Las demoliciones se llevaron varias construcciones antiguas, incluyendo la casa adonde había nacido en 1900 el escritor Roberto Arlt (como lo recuerda una placa colocada en el edificio), pero el Palacio Italia América fue terminado hacia 1927.
Pocos años después, sus fachadas fueron remodeladas, perdiendo muchos de los ornamentos y molduras que las decoraban. Fuera de ese cambio, el edificio se mantuvo sin modificaciones hasta la actualidad, sin tener en cuenta el local comercial en planta baja que fue remodelado varias veces, según fue cambiando de ocupante.
En la actualidad es sede del Banco Comafi, quien se fusionó con el Banco di Nápóli, anterior ocupante del Palacio Italia-América. El edificio se destaca porque en cada una de sus tres ochavas luce un símbolo diferente a la altura del primer piso: el escudo de Génova, la escultura de la "loba capitolina" representando a Roma, y un león alado que representa a la República de Venecia.
La planta baja y el primer piso forman parte de un gran local comercial con oficinas en el nivel superior, que forman el basamento y lucen amplios ventanales con marcos metálicos y columnas salomónicas. El segundo piso luce ventanas en arcos apuntados típicos del gótico, y el desarrollo de las fachadas sigue con poca ornamentación hasta la cornisa que marca el último piso, donde reaparece la decoración gótica. Los pisos superiores son de oficinas, organizadas alrededor de dos patios internos triangulares, sobre uno de los cuales está la batería de tres ascensores que los comunican.

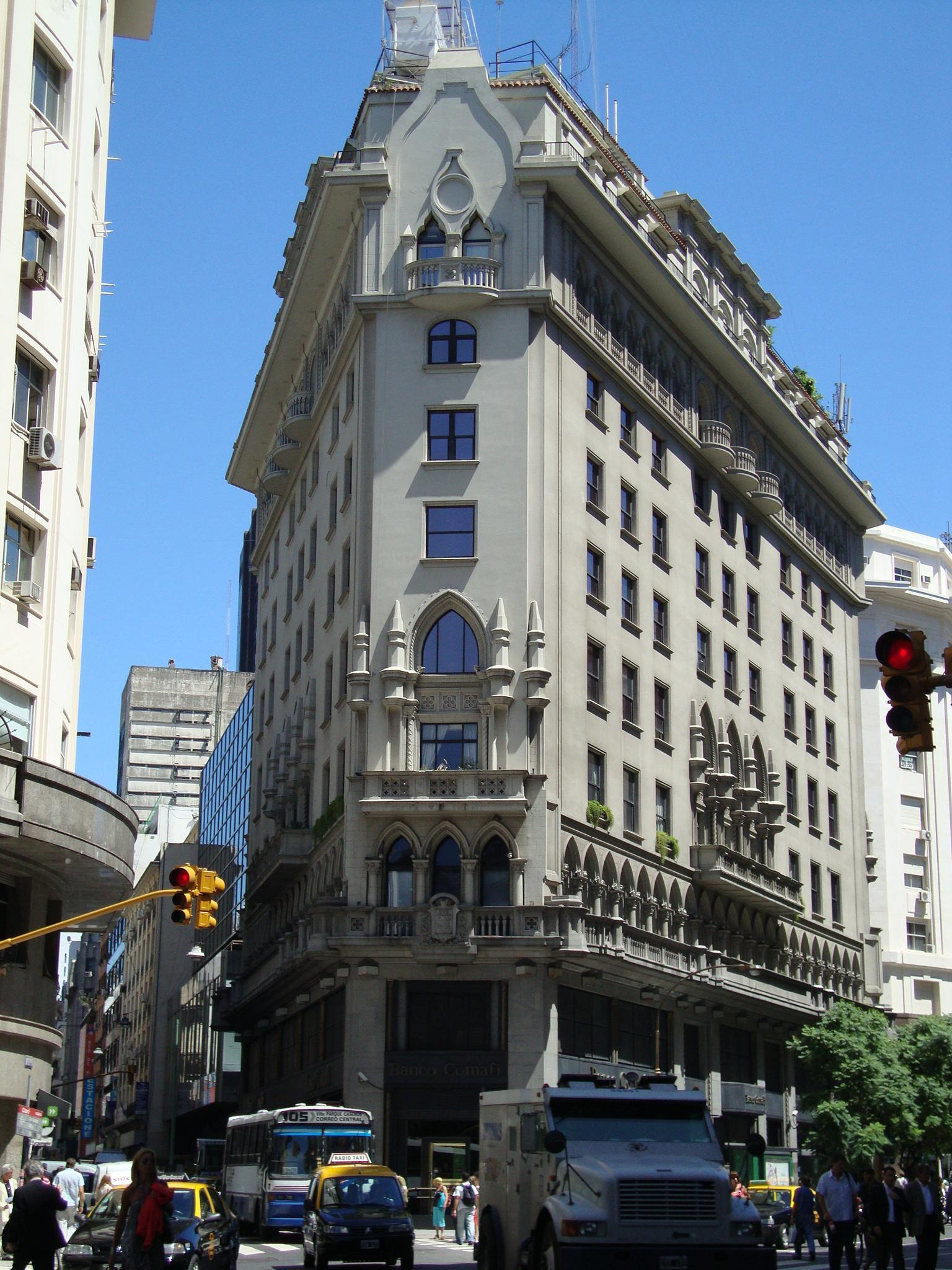
Aspecto actual del Banco Comafi